# Cels (emperador)
Cels (llatí: Titus Cornelius Celsus) va ser un usurpador de l'Imperi Romà, un dels Trenta Tirans que Trebel·li Pol·lió menciona a la Historia Augusta que es van proclamar en temps de l'emperador Gal·liè.
En el dotzè any d'aquest emperador, l'any 265, el procònsol d'Àfrica Vibi Passiè, i el general de la frontera Líbia, Fabi Pomponià, van proclamar emperador a Cels que no havia passat del càrrec de tribú militar i no s'havia distingit per cap fet notable. Ni tan sols tenia robes pel seu nou càrrec i es van haver d'usar les d'una estàtua d'un deu. Segons Pol·lió va ser enderrocat al cap de set dies pels habitants de Sicca que havien continuat sent lleials a Gal·liè, va ser assassinat i el seu cos va ser devorat pels gossos. El seu cos en efígie va ser clavat en una creu i a l'entorn s'hi van fer danses triomfals. Unes monedes publicades per Goltzius el mencionen com a Titus Cornelius, però sembla que no són autèntiques.